# Vaststellingsovereenkomst
De vaststellingsovereenkomst (vaak afgekort tot "VSO") is de bindende overeenkomst (contract) tussen twee of meer partijen, bedoeld om een geschil op te lossen, of in sommige gevallen om een geschil te voorkomen.
Onder de verschillende typen vaststellingsovereenkomst valt onder andere de dading.

## Nederland

### Wettelijke regeling
De vaststellingsovereenkomst wordt geregeld in Titel 15 van Boek 7 van het Nederlandse Burgerlijk Wetboek (artikelen 900-910). Partijen kunnen gezamenlijk afspraken maken (al dan niet onder begeleiding van een jurist of advocaat), maar zij kunnen de beslissing ook aan een derde opdragen. Het laten opstellen van de vaststellingsovereenkomst door een derde wordt meestal aangeduid met het laten opstellen van een bindend advies.
Artikel 900 lid 4 BW bepaalt dat Titel 15 van Boek 7 BW niet van toepassing is op de overeenkomst van arbitrage. Die wordt geregeld in Boek 4 van het Wetboek van Burgerlijke Rechtsvordering.
Vaststellingen (de beoogde resultaten van een vaststellingsovereenkomst) kunnen volgens de wet afwijken van het dwingend recht, voor zover niet in strijd met de openbare orde of de goede zeden. In artikel 7:902 BW staat hierover: Een vaststelling ter beëindiging van onzekerheid of geschil op vermogensrechtelijk gebied is ook geldig als zij in strijd mocht blijken met dwingend recht, tenzij zij tevens naar inhoud of strekking in strijd komt met de goede zeden of de openbare orde. De vaststellingsovereenkomst zelf wordt nog steeds door dwingend recht beheerst. 
Ook als partijen in hun vaststellingsovereenkomst bepalingen opnemen die in strijd zijn met dwingend recht, zijn zij toch gebonden aan de vaststellingsovereenkomst. Dat komt doordat de vaststellingsovereenkomst een zelfstandige titel (= rechtsgrond) oplevert. Een rechter kijkt, als hij een vaststellingsovereenkomst onder ogen krijgt, niet meer naar de historie of juridische achtergronden ervan, maar gaat uit van de nieuwe juridische situatie, de nieuwe rechtsverhouding, die door de vaststellingsovereenkomst is ontstaan. De overeenkomst kan hierdoor maar in beperkte mate vernietigd of ontbonden worden.
In de praktijk komt het regelmatig voor dat partijen, bijvoorbeeld hangende een rechtsgeding, alsnog een minnelijke regeling treffen. Zij kunnen die regeling dan vastleggen in een vaststellingsovereenkomst. Vaak gebeurt dat in een proces-verbaal van de rechtszitting. Indien op dat proces-verbaal de woorden In naam des Konings worden geplaatst door de rechter, dan kan met dat proces-verbaal ook direct nakoming worden afgedwongen.
Op vaststellingsovereenkomsten zijn - voor zover daar in Titel 15 van Boek 7 BW niet van wordt afgeweken - de gewone regels en rechtspraak van toepassing die gelden voor obligatoire (en eventueel wederkerige) overeenkomsten, zoals die over totstandkoming van overeenkomsten, uitleg van overeenkomsten, nakoming, vernietiging en ontbinding, alsmede redelijkheid en billijkheid.

### Arbeidsrecht
De vaststellingsovereenkomst is ook in het arbeidsrecht een veel voorkomende figuur. In het arbeidsrecht wordt de vaststellingsovereenkomst onder meer ingezet om zonder tussenkomst van het UWV of de kantonrechter een ontslag vorm te geven. Dit heet een ontslag met wederzijds goedvinden. Een werkgever hoeft bij ontslag met wederzijds goedvinden geen ontslagvergunning aan te vragen bij het UWV of een verzoekschrift in te dienen bij de kantonrechter.
Als met de vaststellingsovereenkomst ook een arbeidsovereenkomst wordt beëindigd, is de vaststellingsovereenkomst ook een beëindigingsovereenkomst in de zin van artikel 7:670b BW. Een beëindigingsovereenkomst kan alleen schriftelijk worden gesloten. De werknemer heeft na het sluiten van de beëindigingsovereenkomst een bedenktermijn van veertien dagen waarin het akkoord ingetrokken kan worden, tenzij in de zes maanden ervoor al een beëindigingsovereenkomst is gesloten en ontbonden op deze manier.
In vaststellingsovereenkomsten worden in het arbeidsrecht veelal afspraken gemaakt over:
- de einddatum van de arbeidsovereenkomst, waarbij een opzegtermijn wordt aangehouden;
- verschillende bepalingen met als doel om na de einddatum aanspraak te kunnen maken op een WW-uitkering;
- vrijstelling van werkzaamheden en doorbetaling van loon en andere arbeidsvoorwaarden;
- een ontslagvergoeding, die al dan niet hoger is dan de transitievergoeding;
- een eindafrekening, met afspraken over de uitbetaling van een eventueel resterend saldo aan vakantiegeld, verlof, eindejaarsuitkeringen, bonussen en overige vorderingen;
- geheimhouding en externe communicatie, waaronder een getuigschrift en/of referenties en de afspraak om zich niet negatief uit te laten over elkaar richting derden;
- behoud of verval van beperkende bedingen, zoals een geheimhoudingsbeding, een concurrentiebeding of relatiebeding;
- een budget voor outplacement- of opleidingskosten;
- vergoeding van de juridische kosten van de werknemer;
- finale kwijting.

Onder voorwaarden is het mogelijk om recht te houden op een WW-uitkering. Dit is het geval als opgenomen is dat de werkgever het initiatief nam voor de beëindigingsovereenkomst, dat de medewerker geen verwijt treft en dat het ontslag niet in strijd met een opzegverbod, bijvoorbeeld wanneer de werknemer arbeidsongeschikt is.
Sinds 1 oktober 2006 heeft de wetgever de vereisten aan een WW-uitkering onder de Werkloosheidswet versoepeld. Hierdoor is de daarvóór bestaande praktijk van de 'pro forma ontbindingsprocedure' bij de kantonrechter geëindigd en worden vaststellingsovereenkomsten veelvuldig gebruikt ter beëindiging van een arbeidsovereenkomst met wederzijds goedvinden en om de voorwaarden daaromtrent vast te stellen.

### Collectieve actie
Sinds kort kent de wet ook een regeling voor het treffen van een vaststellingsovereenkomst tussen (de verzekeraars van) een aansprakelijke partij en een vereniging of stichting die optreedt ten behoeve van een grote groep slachtoffers. Het voordeel van een dergelijke regeling is vooral dat niet ieder individueel slachtoffer de strijd hoeft aan te gaan met de verzekeraar. 
Ter bescherming van de slachtoffers moet een dergelijke vaststellingsovereenkomst door de rechter worden goedgekeurd om verbindend te kunnen worden. Zelfs als de rechter de vaststelling verbindend heeft verklaard kan een individueel slachtoffer nog middels een verklaring laten weten niet akkoord te gaan.
Of deze regeling een oplossing biedt voor de problemen van slachtoffers bij een grote ramp zal in de praktijk nog moeten blijken.

### Mediation
De vaststellingsovereenkomst is formeel, volgens de regeling van het voormalig NMI (Nederlands Mediation Instituut) thans MfN (Mediatorsfederatie Nederland), de afsluiting van een geslaagd mediationproces. In de vaststellingsovereenkomst worden de door partijen gemaakte afspraken, die onder begeleiding van een professioneel mediator zijn gemaakt, vastgelegd.

### Executoriale titel
Een vaststellingsovereenkomst levert niet automatisch een executoriale titel op. Om die te verkrijgen moet de overeenkomst worden vastgelegd bij notariële akte, of worden bevestigd in een rechterlijke uitspraak, 'grosse' geheten.